# Saint-Martin-de-Juillers

Saint-Martin-de-Juillers este o comună în departamentul Charente-Maritime, Franța. În 1 ianuarie 2022 avea o populație de 152 de locuitori.